# Distretto di Arghistan
Il distretto di Arghistan è un distretto dell'Afghanistan appartenente alla provincia di Kandahar. Viene stimata una popolazione di 33.400 abitanti (dato 2012-13).